# Gooding (Idaho)
Gooding es una ciudad ubicada en el condado de Gooding en el estado estadounidense de Idaho. En el año 2010 tenía una población de 3.567 habitantes y una densidad poblacional de 990,83 personas por km².

## Geografía
Gooding se encuentra ubicado en las coordenadas 42°56′14″N 114°42′49″O / 42.93722, -114.71361. Según la Oficina del Censo, la localidad tiene un área total de 3,6 km² (1,4 mi²), de la cual 3,6 km² (1,4 mi²) es tierra y 0 km² (0 mi²) (0.0%) es agua.

## Demografía
En el 2000 la renta per cápita promedia del hogar era de $29,316, y el ingreso promedio para una familia era de $33,309. En 2000 los hombres tenían un ingreso per cápita de $24,688 contra $16,926 para las mujeres. El ingreso per cápita para la localidad era de $13,752. Alrededor del 17.3% de la población estaba bajo el umbral de pobreza nacional.